# Marksänd digital-TV i Finland
Marksänd digital-tv i Finland lanserades den 21 augusti 2001. Det analoga marknätet fortsatte sända parallellt med det digitala fram till den 31 augusti 2007, då alla analoga sändningar i hela Finland släcktes ner den 1 september kl. 04.00 lokal tid.

## Kanalknippen
I Finland används ordet kanalknippe för det som i Sverige brukar benämnas multiplex, alltså en kedja av sändarstationer som sänder ut flera digitala kanaler.
Det finns två nätoperatörer, Digita och DNA Oy, som tillsammans hanterar 8 riksomfattande kanalknippen.
| Kanalknippe | Täckning | Frekvens | Sändteknik | Nätoperatör |
| ----------- | -------- | -------- | ---------- | ----------- |
| A och B     | 99,9%    | UHF      | DVB-T      | Digita      |
| C           | 78-90%   | UHF      | DVB-T      | Digita      |
| D           | 80%      | UHF      | DVB-T2     | Digita      |
| E           | 95%      | UHF      | DVB-T      | Digita      |
| VHF A       | ?        | VHF      | DVB-T2     | DNA Oy      |
| VHF B       | ?        | VHF      | DVB-T2     | DNA Oy      |
| VHF C       | ?        | VHF      | DVB-T2     | DNA Oy      |

Utöver dessa 2 rikstäckande nätoperatörer finns det även regionala kanalknippen.
I Österbotten finns Anvia (Svea TV) som använder DVB-T inom UHF-området.

## Åland
Televisionen på Åland är fristående från den i övriga Finland. Det lokala tv-företaget Ålands Radio och TV började sända SVT:s kanaler digitalt år 2003 följt av TV4 och YLE 2005. De sista analoga sändningarna släcktes ner år 2006. Totalt kan man ta emot 9 kanaler via 2 kanalknippen.

## Kanaler
| Nr   | Namn                     | FriTV | Beskrivning                                                                   | Kanalknippe | DVB    |
| ---- | ------------------------ | ----- | ----------------------------------------------------------------------------- | ----------- | ------ |
| 1.   | Yle TV1                  | Ja    | dokumentärer, nyheter, politik, satir, serier, filmer                         | A           | DVB-T  |
| 2.   | Yle TV2                  | Ja    | nyheter, sport, underhållning, serier, filmer, barnprogram                    | A           | DVB-T  |
| 3.   | MTV3                     | Ja    | filmer, serier, sport, nyheter                                                | B           | DVB-T  |
| 4.   | Nelonen                  | Ja    | filmer, serier, sport, nyheter                                                | B           | DVB-T  |
| 5.   | Yle Fem                  | Ja    | nyheter, serier, filmer, dokumentärer                                         | A           | DVB-T  |
| 6.   | Sub                      | Ja    | serier, filmer, reality-TV, chat                                              | B           | DVB-T  |
| 7.   | Yle Teema                | Ja    | kultur, vetenskap, utbildning, konst, dokumentärer, filmer                    | A           | DVB-T  |
| 8.   | Liv                      | Ja    | livsstilsprogram, filmer, serier, dokumentärer. Kanalens målgrupp är kvinnor. | B           | DVB-T  |
| 9.   | Jim                      | Ja    | livsstilsprogram, serier, dokumentärer. Kanalens målgrupp är män.             | E           | DVB-T  |
| 10.  | TV5                      | Ja    | underhållning, filmer, serier, dokumentärer                                   | C           | DVB-T  |
| 11.  | Kutonen                  | Ja    | musik, underhållning, filmer, serier, sport                                   | E           | DVB-T  |
| 12.  | FOX                      | Ja    | serier, filmer, dokumentärer                                                  | A           | DVB-T  |
| 13.  | AVA                      | Ja    | livsstilsprogram, filmer, serier, dokumentärer. Kanalens målgrupp är kvinnor. | A           | DVB-T  |
| 14.  | Iskelmä/Harju & Pöntinen | Ja    | Schlagermusik                                                                 | C           | DVB-T  |
| 15.  | Alfa TV                  | Ja    | minoriteter, religion                                                         | D           | DVB-T2 |
| 18.  | Estradi                  | Ja    | -                                                                             | B           | DVB-T  |
| 21.  | Yle TV1 HD               | Ja    | Yle TV1 i HD (1080i)                                                          | VHF-A       | DVB-T2 |
| 22.  | Yle TV2 HD               | Ja    | Yle TV2 i HD (1080i)                                                          | VHF-A       | DVB-T2 |
| 31.  | Yle TV1 HD               | Ja    | Yle TV1 i HD (1080i)                                                          | D           | DVB-T2 |
| 32.  | Yle TV2 HD               | Ja    | Yle TV2 i HD (1080i)                                                          | D           | DVB-T2 |
| 33.  | MTV3 HD                  | Nej   | MTV3 i HD (720p)                                                              | VHF-A       | DVB-T2 |
| 35.  | Yle Fem HD               | Ja    | Yle Fem i HD (1080i)                                                          | D           | DVB-T2 |
| 40.  | MTV Max                  | Nej   | sport, natur, dokumentärer. Kanalens målgrupp är män.                         | B           | DVB-T  |
| 41.  | MTV Fakta                | Nej   | vetenskap, dokumentärer                                                       | E           | DVB-T  |
| 42.  | MTV Leffa                | Nej   | filmer                                                                        | B           | DVB-T  |
| 43.  | MTV Juniori              | Nej   | barnprogram                                                                   | B           | DVB-T  |
| 44.  | Discovery Channel        | Nej   | dokumentärer, vetenskap                                                       | E           | DVB-T  |
| 45.  | Eurosport                | Nej   | sports                                                                        | E           | DVB-T  |
| 46.  | MTV Nordic               | Nej   | underhållning, musik                                                          | E           | DVB-T  |
| 47.  | Nelonen Pro 1            | Nej   | sport                                                                         | C           | DVB-T  |
| 48.  | Nelonen Pro 2            | Nej   | sport                                                                         | C           | DVB-T  |
| 49.  | Nelonen Prime            | Nej   | filmer, serier                                                                | E           | DVB-T  |
| 50.  | Nelonen Nappula          | Nej   | barnprogram                                                                   | E           | DVB-T  |
| 51.  | Nelonen Maailma          | Nej   | natur, vetenskap, dokumentärer                                                | E           | DVB-T  |
| 52.  | Disney Channel           | Nej   | barnprogram                                                                   | C           | DVB-T  |
| 53.  | C More First             | Nej   | filmer                                                                        | C           | DVB-T  |
| 54.  | C More Series            | Nej   | serier, filmer                                                                | C           | DVB-T  |
| 55.  | MTV Sport 1              | Nej   | sport                                                                         | C           | DVB-T  |
| 56.  | MTV Sport 2              | Nej   | sport                                                                         | C           | DVB-T  |
| 57.  | UrhoTV                   | Nej   | sport                                                                         | B           | DVB-T  |
| 58.  | Nick Jr.                 | Nej   | barnprogram                                                                   | E           | DVB-T  |
| 61.  | Nelonen Prime            | Nej   | filmer, serier                                                                | VHF-C       | DVB-T2 |
| 62.  | Nelonen Nappula          | Nej   | barnprogram                                                                   | VHF-C       | DVB-T2 |
| 63.  | Nelonen Maailma          | Nej   | natur, vetenskap, dokumentärer                                                | VHF-C       | DVB-T2 |
| 69.  | Digiviihde.fi            | Nej   | erotik                                                                        | C           | DVB-T  |
| 80.  | Discovery Channel        | Nej   | dokumentärer, vetenskap                                                       | VHF-C       | DVB-T2 |
| 82.  | URHOtv                   | Nej   | sport                                                                         | VHF-C       | DVB-T2 |
| 83.  | Eurosport                | Nej   | sport                                                                         | VHF-C       | DVB-T2 |
| 84.  | National Geographic      | Nej   | natur, historia, dokumentärer                                                 | VHF-C       | DVB-T2 |
| 85.  | Animal Planet            | Nej   | natur, dokumentärer                                                           | VHF-B       | DVB-T2 |
| 86.  | Showtime                 | Nej   | filmer, serier                                                                | VHF-C       | DVB-T2 |
| 88.  | Silver                   | Nej   | independent filmer                                                            | VHF-C       | DVB-T2 |
| 89.  | Disney Channel           | Nej   | barnprogram                                                                   | VHF-B       | DVB-T2 |
| 90.  | Disney XD                | Nej   | barnprogram                                                                   | VHF-B       | DVB-T2 |
| 92.  | MTV Max HD               | Nej   | MTV Max i HD (720p)                                                           | VHF-B       | DVB-T2 |
| 93.  | MTV Fakta XL             | Nej   | vetenskap, dokumentärer                                                       | VHF-?       | DVB-T2 |
| 94.  | C More Hits              | Nej   | filmer                                                                        | VHF-?       | DVB-T2 |
| 95.  | C More First HD          | Nej   | C More First i HD                                                             | VHF-B       | DVB-T2 |
| 96.  | MTV Sport 1 HD           | Nej   | MTV Sport 1 i HD                                                              | VHF-C       | DVB-T2 |
| 101. | Nelonen Pro 1 HD         | Nej   | Nelonen Pro 1 i HD                                                            | VHF-B       | DVB-T2 |
| 102. | Nelonen Pro 2 HD         | Nej   | Nelonen Pro 2 i HD                                                            | VHF-C       | DVB-T2 |
| 103. | Nelonen Pro 3            | Nej   | Ishockey från SM-Liiga                                                        | VHF-A       | DVB-T2 |
| 104. | Nelonen Pro 4            | Nej   | Ishockey från SM-Liiga                                                        | VHF-A       | DVB-T2 |
| 105. | Nelonen Pro 5            | Nej   | Ishockey från SM-Liiga                                                        | VHF-B       | DVB-T2 |
| 106. | Nelonen Pro 6            | Nej   | Ishockey från SM-Liiga                                                        | VHF-B       | DVB-T2 |
| 107. | Nelonen Pro 7            | Nej   | Ishockey från SM-Liiga                                                        | VHF-C       | DVB-T2 |
| 108. | Nelonen Pro 8            | Nej   | Ishockey från SM-Liiga                                                        | VHF-C       | DVB-T2 |
| 149. | MTV Max                  | Nej   | sport, natur, dokumentärer. Kanalens målgrupp är män.                         | VHF-?       | DVB-T2 |
| 150. | MTV Leffa                | Nej   | filmer                                                                        | VHF-?       | DVB-T2 |
| 151. | MTV Fakta                | Nej   | vetenskap, dokumentärer                                                       | VHF-?       | DVB-T2 |
| 152. | MTV Juniori              | Nej   | barnprogram                                                                   | VHF-?       | DVB-T2 |
| 400. | C More First             | Nej   | filmer                                                                        | VHF-?       | DVB-T2 |
| 407. | C More Series            | Nej   | serier, filmer                                                                | VHF-?       | DVB-T2 |
| 424. | MTV Sport 1              | Nej   | sport                                                                         | VHF-?       | DVB-T2 |
| 431. | MTV Sport 2              | Nej   | sport                                                                         | VHF-?       | DVB-T2 |